# Lennart Meri
Lennart Georg Meri (Tallinn, 29 de março de 1929 – 14 de março de 2006) foi um escritor, tradutor, cineasta, diplomata e político estónio. Foi Presidente da Estónia de 1992 a 2001.
A sua atividade política esteve ligada ao movimento pela independência da Estónia da União Soviética. Durante a «revolução cantada» foi um dos fundadores da Frente Popular da Estónia (Rahvarinne), Ministro dos Negócios Estrangeiros da Estónia, de 11 de abril de 1990 a 24 de março de 1992, e criador do Instituto Estónio (Eesti Instituut) para a difusão mundial da cultura e literatura estoniana. Foi embaixador na Finlândia, tendo sido nomeado em 1992.